# Džisaburó Ozawa
Džisaburó Ozawa (japonsky: 小沢治三郎, Ozawa Džisaburó; 2. října 1886 – 9. listopadu 1966) byl čúdžó (中将 ~ viceadmirál) japonského císařského námořnictva v průběhu druhé světové války. Na počátku války velel Nanken kantai (南遣艦隊 ~ jižní expediční loďstvo), která kryla japonský postup do Britského Malajska a později i Holandské východní Indie. V listopadu 1942 vystřídal čúdžó Nagumu ve velení 3. kantai (艦隊 ~ loďstvo), která v té době tvořila hlavní svaz letadlových lodí císařského námořnictva. Od 29. května 1945 až do konce války zastával funkci velitele Rengó kantai a vrchního velitele císařského námořnictva.

## Druhá světová válka
Po útoku na Pearl Harbor v prosinci 1941 mu bylo svěřeno velení japonské floty v Jihočínském moři, která se zúčastnila invaze do Malajska, Nizozemské východní Indie a nájezdu do Indický oceán. Koncem roku 1942 vystřídal admirála Čuiči Naguma jako velitele svazu letadlových lodí. V jeho čele se zúčastnil bitvy ve Filipínském moři v červnu 1944, ve které japonské námořnictvo utrpělo těžkou porážku – cca 300 letadel, více než tři čtvrtiny z těch, které nasadilo, Americké ztráty byly 255 letadel z 1500 nasazených letadel. Ozawa proto okamžitě podal rezignaci, ale ta nebyla přijata.
O čtyři měsíce později přišla bitva u Leyte, ve které měl Ozawův svaz fungovat jako návnada, nalákat skupiny amerických letadlových lodí severně od Filipínských ostrovů, a umožnila tak japonským bitevním lodím, aby zabránily americkému vylodění na ostrově Leyte. V té době však měl Ozawův svaz sotva sto letadel a velmi málo zkušených posádek. Ačkoli past zpočátku fungovala a loďstvo admirála Halseyho zahájilo pronásledování Ozawy, byli Američané schopni japonský útok odrazit a přistání na Leyte bylo úspěšné. Ozawovy čtyři letadlové lodě byly potopeny spolu se třemi bitevními loděmi a devíti křižníky (které patřily ke svazům čúdžó Kurity a Nišimury).
29. května 1945 byl Ozawa jmenován vrchním velitelem císařského námořnictva, tuto funkci zastával až do srpnové kapitulace Japonska a odmítl přijmout povýšení na admirála.[zdroj⁠?!] Ve stejném roce odešel do výslužby a zemřel v roce 1966.